# Matthias Sannemüller
Matthias Sannemüller (* 24. September 1951 in Leipzig) ist ein deutscher Bratschist.

## Leben
Sannemüller wurde 1951 als Sohn des Konzertmeisters Horst Sannemüller und der Opernsängerin Philine Fischer in Leipzig geboren. Er lernte in seiner Jugend Klavier und Geige bei Klaus Hertel. Ab 1966 besuchte er die Spezialschule für Musik Weimar. Von 1969 bis 1974  studierte er die Fächer Violine bei Dieter Hasch an der Hochschule für Musik Franz Liszt Weimar und Viola bei Dietmar Hallmann an der Hochschule für Musik „Felix Mendelssohn Bartholdy“ Leipzig. Bis 1975 war er Aspirant ebenda. Neben dem Studium besuchte er Musikseminare in Pécs, Brünn und Weimar.
Seine erste Beschäftigung erhielt er 1976 beim Gewandhausorchester Leipzig. Ein Jahr später wurde er als Preisträger beim Internationalen Instrumentalwettbewerb Markneukirchen ausgezeichnet. Seit 1977 ist er Solo-Bratschist am heutigen MDR-Sinfonieorchester. Von 1978 bis 1992 war er Mitglied der Gruppe Neue Musik Hanns Eisler. Konzertreisen führten ihn nach Asien, durch Europa und in die USA. Zahlreiche Uraufführungen wurden mit dem Leipziger Consort im Rundfunk festgehalten. 1983 wurde er zum Kammermusiker und 1988 zum Kammervirtuosen ernannt. Im Jahr 1988 berief ihn das World Philharmonic Orchestra in Montreal. Vier Jahre später gründete er das Ensemble Sortisatio, welches sich der Neuen Musik widmet.
Sannemüller ist durch Mitgliedschaft in unterschiedlichen Kammerorchestern, wie dem Sächsischen Barockorchester Leipzig und dem Spiel auf der barocken Mensur ein Kenner der Barockmusik. Es entstanden eine CD-Aufnahme des Konzerts für Bratsche in G-Dur von Georg Philipp Telemann, eine Reproduktion der Concerti mit Viola d’amore von Christoph Graupner, sowie die weltweit erste Einspielung des rekonstruierten Violakonzerts Es-Dur von Johann Sebastian Bach.
Als Solist konzertierte er 2006 in Lateinamerika und Südkorea.

## Preise und Auszeichnungen
Als Mitglied der Gruppe Neue Musik Hanns Eisler erhielt er folgende Auszeichnungen:
- 1980: Kunstpreis der DDR
- 1986: Kunstpreis der Stadt Leipzig
- 1988: Ehrennadel des Verbandes der Komponisten und Musikwissenschaftler der DDR in Gold
- 1989: Interpretenpreis der Musik-Biennale Berlin
- 1991: Schneider-Schott-Musikpreis Mainz

## Diskographie
- 1996: Neue Musik für Oboe (Edel Classics)
- 1999: Thomas Buchholz: Eruption
- 1999: Thomas Müller: Kraino – Ich verwirkliche (ConBrio Verlag)
- 2000: Viola da gamba concertata (Raumklang Records)
- 2006: Johannes Brahms: Chorwerke (Edel Classics)
- 2010: Norbert Burgmüller: Lieder und Kammermusik (Querstand)
- 2010: Thomas Buchholz: UNDEUTschLICHt – zyklen für ensembles (Kreuzberg Records)

Mit der Gruppe Neue Musik Hanns Eisler wurden folgende CDs veröffentlicht:
- siehe: Diskografie der Gruppe Neue Musik Hanns Eisler

Mit dem Ensemble Sortisatio entstanden folgende Aufnahmen:
- 2003: Groupe Lacroix: 8 Pieces on Paul Klee (Creative Works Records)
- 2004: Ensemble Sortisatio (Querstand)
- 2009: Jean-Luc Darbellay: A Portrait (Claves Records)

## Publikationen
Als Herausgeber veröffentlichte er folgendes Werk:
- 2008: Karl Ottomar Treibmann: Tonspiele für Viola (Friedrich Hofmeister Musikverlag)